# Ahmed Ben Salem
Pour les articles homonymes, voir Ben Salem.
Ahmed bin Tayeb bin Salem al-Debaisi (en arabe : أحمد بن الطيب بن سالم), connu sous le nom de Ahmed Ben Salem ou Ahmed bin Salem, né entre 1798 et 1807 à Aïn Bessem et mort après 1846, est un soufi algérien, commandant et guerrier.
Il est essentiellement connu pour avoir commandé la résistance kabyle Zouaoua dans l'émirat d'Abdelkader.

## Biographie
Ahmed Ben Salem est né entre 1798 et 1807 à Aïn Bessem. Son père s'appelle « Al-Tayeb » et est l'un des descendants du soufi algérien Sidi Salem bin Makhlouf. Il fait partie de la tribu des Beni Jaad, une des sept tribus entourant le Dar Es-Soltane du Deylik d'Alger. Il est également connu sous le nom d'Ahmed al-Debaisi.
De taille moyenne (environ 171 cm), il a une barbe et des yeux noirs, une peau blanche, et est réputé pour être religieux et sage. Il prouve sa loyauté par de nombreux sacrifices et est réputé pour son courage et son habileté à monter à cheval.
À la suite du traité de Tafna, l'émirat d'Abdelkader commence à s'étendre vers l'est en signant des alliances et en gagnant la loyauté des tribus locales. À la fin de 1837, Abdelkader visite la Kabylie, où les tribus locales lui réservent un accueil chaleureux. Il met en garde les tribus déjà prudentes contre l'expansion française dans leur pays et s'entretient avec de nombreux chefs locaux, dont Ahmed Ben Salem. Abdelkader reconnait sa vertu et son intelligence et lui demande son soutien pour l'avenir.
La wilaya de Bouira est à l'époque encore aux mains des tribus locales, comme les Beni Jaad, qui résistent à la conquête française. Initialement au service de l'armée algérienne sous Ibrahim Agha, ces tribus se retrouvent isolées des autres résistances algériennes, comme le beylik de Constantine ou le beylik du Titteri. En 1837, quelques mois avant le traité de Tafna, la France réussit à vaincre ces tribus locales lors de l'expédition Thénia. En tant que telles, les promesses d'Abdelkader d'unifier les tribus algériennes et de mener avec succès une guerre de libération contre les envahisseurs kafir semblent très prometteuses. Abdelkader prononce un discours devant les habitants et à la fin, ils lui prêtent tous allégeance. Il nomme Ahmed Ben Salem à la tête du district local. Le district est organisé en quatre Aghaliks, chacun dirigé par un Agha.

### Guerre contre la France

#### Campagne de la Mitidja
En 1839, la guerre entre l'Algérie et la France reprend. Ahmed ben Salem, avec d'autres commandants, Mohammed Allel et Muhammad bin Isa al-Barakani lancent une campagne contre la France et les tribus fidèles à la France dans les plaines de la Mitidja. La campagne est initialement réussie et fait plusieurs milliers de victimes. Les forces algériennes sont contraintes de battre en retraite après une victoire française à Oued Alleug où les Algériens perdent plusieurs centaines de soldats. La bataille est tactiquement une victoire française, puisqu'ils ont forcé les armées algériennes à battre en retraite, mais c'est une victoire stratégique pour les Algériens puisqu'ils ont massacré plusieurs milliers de soldats français et de tribus amies des Français, et ont globalement affaibli les efforts de guerre français autour d'Alger.

#### Bataille d'Ammal
À la suite de la retraite de la Mitidja, Ahmed Ben Salem décide de fortifier les montagnes de Khemis El Khechna et de Beni Amrane pour surveiller les mouvements français dans la région et lancer des raids contre les troupes et les colons français. Les Français attaquent à leur tour une tribu près d'Ammal et leur volent 1 000 bovins et 300 moutons. Ahmed Ben Salem a, à son tour, attaqué plusieurs colonies habitées par des colons français et volé leur bétail. Après avoir entendu parler de l'emplacement de l'armée française, il tend une embuscade aux troupes du général Sylvain Charles Valée et détruit pratiquement toutes leurs arrières avant de battre en retraite, utilisant avec succès la tactique du délit de fuite.

#### Bataille de Boudouaou
Les Français décident de construire plusieurs routes vers la Kabylie pour faciliter les mouvements de troupes vers la région. Se réorganisant à Thénia, Ahmed Ben Salem planifie une attaque contre les troupes françaises gardant les ouvriers du bâtiment. Les forces françaises s'appuient sur deux unités pour garder ces routes. En septembre 1840, Ahmed Ben Salem mobilise ses troupes et assiège le Qara Mustafa, à quelques kilomètres de Boudouaou. L'administration française a immédiatement envoyé Nicolas Changarnier pour lever le siège et tenter de tuer Ahmed Ben Salem. Changarnier rallie ses troupes près d'El Harrach le 18 septembre à sept heures du soir et se met en route une heure et demie plus tard vers Oued El Hamiz dans le plus grand secret. L'armée française arrive à Boudouaou le 19 septembre et surprend les Algériens qui se replient aussitôt en désordre. Changarnier poursuit les tribus algériennes et plusieurs membres sont tués ; 200 fusils sont saisis, mais Ahmed Ben Salah parvient à s'échapper.

#### Bataille de Beni Mered
La bataille de Beni Mered a lieu en avril 1842 entre les forces françaises et les unités algériennes locales dirigées par Ahmed Ben Salah lui-même. Les Français ont établi un camp de réserve militaire autour de la ville de Beni Mered entre Blida et Boufarik,.
Les cavaliers berbères d'Ahmed Ben Salem étendent leurs opérations de la région de Kabylie jusqu'à la plaine de la Mitidja au début de 1842 en attaquant les forces françaises autour de la région de Béni Mered. L'attaque a lieu le 11 avril 1842, non loin du camp de réserve militaire français, contre un détachement de 30 soldats français sous le commandement du sergent Jean Pierre Hippolyte Blandan. Environ 300 cavaliers berbères dirigés par Ahmed Ben Salem attaquent et anéantissent le détachement français. Les Algériens ne perdent aucun homme.

#### Bataille de Tadmaït
Le général Thomas Robert Bugeaud tente, courant avril 1844, de lancer une expédition pour mettre fin à l'influence de l'émirat sur la Kabylie. Il prévoit de vaincre les forces d'Ahmed Ben Salah dans la région de Tadmaït. Après avoir rencontré son ennemi, ils combattent pendant 14 heures, mais les unités françaises battent en retraite après avoir concédé 32 pertes. Les pertes algériennes sont également lourdes.

#### Autres batailles
Ahmed Ben Salem est encore au centre du second assaut sur Dellys (avril-mai 1844), de la bataille de Tizi Ouzou (1845), de la campagne de Larbaâ Nath Irathen et des batailles de Beni-Jad (1845) et d'Issers (1846). Sa trace se perd après cette dernière.